# 安中藩
安中藩（日语：／ Annaka han */?）是位於日本上野國的一個藩，藩廳位於安中城。藩主是井伊氏、板倉氏等人。

## 藩史
井伊直政長男直繼雖然繼承彥根藩，但是因為體弱多病，一直由直孝代理政務。1615年直繼改名為直勝移封到上野國，成立了安中藩。1632年直勝讓位給直好。
後來經過多次的領土移封後，最後由板倉氏管治到幕末。1871年成為了安中縣，10月合併成群馬縣的一部份。

## 藩主

### 井伊家
3万石。譜代。
1. 井伊直勝
2. 井伊直好

### 水野家
2万石。譜代。
1. 水野元綱
2. 水野元知

### 堀田家
2万石→4万石。譜代。
1. 堀田正俊

### 板倉家
1万5000石。譜代。
1. 板倉重形
2. 板倉重同

### 内藤家
2万石。譜代。
1. 内藤政森
2. 内藤政里
3. 内藤政苗

### 板倉家
2万石→3万石。譜代。
1. 板倉勝清
2. 板倉勝暁
3. 板倉勝意
4. 板倉勝尚
5. 板倉勝明
6. 板倉勝殷